# Durstel
Durstel (deutsch Dürstel) ist eine französische Gemeinde mit 421 Einwohnern (Stand 1. Januar 2021) im Département Bas-Rhin und der Region Grand Est (bis 2015 Elsass).

## Geografie
Durstel liegt im Krummen Elsass und hat einen Anteil am Biosphärenreservat Pfälzerwald-Vosges du Nord.

## Geschichte
Die älteste erhaltene Erwähnung von Durstel stammt von 1331. Es gehörte zur Büttelei Uffheim. Bei den beiden Landesteilungen der Herrschaft Lichtenberg, die um 1330 und im Jahr 1335 stattfanden, wird Durstel als Bestandteil dieser Herrschaft genannt. Es wird dabei dem Landesteil der „mittleren Linie“, den Nachkommen Ludwigs III. von Lichtenberg, zugeordnet. 1396 wurde das Dorf dann als Pfand für die Mitgift anlässlich der Heirat von Adelheid von Lichtenberg, Tochter von Johann IV. von Lichtenberg, mit Johann von Finstingen ganz oder zur Hälfte den Herren von Finstingen überlassen. Es wurde erst unter den Nachfolgern der Lichtenberger, den Grafen von Hanau-Lichtenberg, 1544 wieder ausgelöst.
Von 1871 bis zum Ende des Ersten Weltkrieges gehörte Durstel als Teil des Reichslandes Elsaß-Lothringen zum Deutschen Reich und war dem Kreis Zabern im Bezirk Unterelsaß zugeordnet.

### Bevölkerungsentwicklung
| 1910 | 1962 | 1968 | 1975 | 1982 | 1990 | 1999 | 2006 | 2017 |
| ---- | ---- | ---- | ---- | ---- | ---- | ---- | ---- | ---- |
| 398  | 372  | 375  | 442  | 423  | 431  | 394  | 400  | 412  |

## Wappen
Wappenbeschreibung: Zweimal gespalten in Gold, Rot und Silber.